# Discografia delle Danity Kane
Questa è la discografia delle Danity Kane un gruppo pop statunitense tutto al femminile creato dalla Bad Boy Records tramite il format televisivo "Making the Band 3" di Sean Combs nel 2005. Originariamente il gruppo era formato da cinque ragazze: Shannon Bex, Aundrea Fimbres, Aubrey O'Day, Dawn Richard, e Wanita "D. Woods" Woodgette. Lo scioglimento definitivo del quintetto è stato ufficializzato nel gennaio 2009.
L'omonimo album di esordio delle Danity Kane venne pubblicato il 22 agosto 2006 negli Stati Uniti d'America. L'album ha venduto più di 90.000 copie nel primo giorno di uscita, e più di 234.000 nella prima settimana di uscita. E alla fine debuttò al numero uno della Billboard 200 degli Stati Uniti, battendo Christina Aguilera e gli OutKast. L'album ha ricevuto la certificazione di platino dalla RIAA nel novembre 2006. Il primo singolo dell'album Show Stopper, collaborazione con il rapper Yung Joc. Divenne la canzone numero uno della classifica Billboard Hot 100. Il secondo singolo tratto dall'album Ride for You è stato pubblicato l'11 dicembre 2006 negli Stati Uniti e raggiunse la posizione numero 78 della Billboard Hot 100. Welcome to the Dollhouse, il secondo album del gruppo, è stato pubblicato il 18 marzo 2008. Il primo singolo tratto da questo secondo album è stato Damaged, pubblicato il 29 gennaio 2008, e che debuttò alla posizione numero 1 della Billboard 200, vendendo nella prima settimana 236,000 copie. Il quinto singolo pubblicato dalla band è stato Bad Girl, collaborazione con la rapper Missy Elliott.
Durante il pre-show degli MTV Video Music Awards 2013, il 25 agosto 2013, Shannon Bex, Aundrea Fimbres, Aubrey O'Day e Dawn Richard hanno annunciato la riunione del gruppo e che il nuovo singolo, chiamato Rage, sarebbe uscito presto. Inoltre hanno dichiarato che il singolo è stato prodotto da The Stereotypes, gli stessi prodotti del singolo Damaged. Inoltre venne annunciato che il quinto membro della band Wanita "D. Wood" non avrebbe preso parte alla reunion.
Il 16 maggio 2014, durante la prima data del nuovo tour della band, il #NOFilter Tour, tenutosi a San Francisco Aundrea Fimbres ha annunciato di essere in attesa del suo primo figlio e che non avrebbe continuato a far parte del gruppo. La band andrà avanti d'ora in poi come un trio. Il 15 maggio 2014 viene pubblicato Lemonade, singolo che vede la collaborazione col rapper Tyga.
Il gruppo si scioglie nuovamente nell'agosto del 2014 a seguito di una forte lite tra Dawn Richard e Aubrey O'Day. L'annuncio viene dato ufficialmente da O'Day e Bex l'8 agosto.
Il 24 settembre 2014 O'Day e Bex annunciano che il terzo album del gruppo, intitolato DK3, verrà comunque pubblicato, come ringraziamento per i loro fans. Lo stesso giorno viene pubblicato il secondo e ultimo singolo tratto dall'ultimo Rhythm of Love
Il terzo e ultimo album del gruppo viene pubblicato il 27 ottobre 2014.

## Album
| Anno | Album | Posizioni massime | Posizioni massime | Posizioni massime | Posizioni massime | Vendite                  | Certificazioni |
| Anno | Album | US 200            | US R&B            | GER               | SWI               | Vendite                  | Certificazioni |
| ---- | --- | ----------------- | ----------------- | ----------------- | ----------------- | ------------------------ | -------------- |
| 2006 | Danity Kane - Pubblicato: 22 agosto 2006 - Etichetta: Bad Boy - Formato: CD, CD/DVD, download digitale     | 1                 | 2                 | 50                | 83                | - Stati Uniti: 3.000.000 | - US: Platino  |
| 2006 | Welcome to the Dollhouse - Pubblicato: 18 marzo 2008 - Etichetta: Bad Boy - Formato: CD, download digitale | 1                 | 1                 | -                 | -                 | - Stati Uniti: 1.500.000 | - US: Platino  |
| 2014 | DK3 - Pubblicato: 28 ottobre 2014 - Etichetta: Mass Appeal, BMG - Formato: CD, download digitale           | 42                | 7                 | -                 | -                 | - Stati Uniti: 8.000.    | -              |

## Singoli
| Anno | Titolo                         | Posizione massima | Posizione massima | Posizione massima | Posizione massima | Posizione massima | Posizione massima | Album                    | Certificazioni |
| Anno | Titolo                         | USA               | US Pop            | US R&B            | AUS               | CAN               | GER               | Album                    | Certificazioni |
| ---- | ------------------------------ | ----------------- | ----------------- | ----------------- | ----------------- | ----------------- | ----------------- | ------------------------ | -------------- |
| 2006 | Show Stopper (feat. Yung Joc)  | 8                 | 12                | 33                | 60                | —                 | 27                | Danity Kane              | - US: Oro      |
| 2006 | Ride for You                   | 78                | 20                | 5                 | —                 | —                 | —                 | Danity Kane              | -              |
| 2008 | Damaged                        | 10                | 6                 | —                 | 51                | 26                | —                 | Welcome to the Dollhouse | - US: Platino  |
| 2008 | Bad Girl (feat. Missy Elliott) | 110               | 85                | —                 | —                 | —                 | —                 | Welcome to the Dollhouse | -              |
| 2014 | Lemonade (feat. Tyga)          | —                 | —                 | —                 | 44                | —                 | —                 | DK3                      | - US: Oro      |
| 2014 | Rhythm of Love                 | —                 | —                 | —                 | —                 | 68                | —                 | DK3                      | -              |

### Altre canzoni in classifica
| Anno | Titolo           | Posizione massima | Album                    |
| Anno | Titolo           | USA               | Album                    |
| ---- | ---------------- | ----------------- | ------------------------ |
| 2006 | One Shot         | 111               | Danity Kane              |
| 2006 | Touching My Body | 109               | Danity Kane              |
| 2006 | Sleep On It      | 64                | Danity Kane              |
| 2008 | Lights Out       | 101               | Welcome to the Dollhouse |

## Videografia

### Video musicali
| Anno | Titolo                         | Regista       |
| ---- | ------------------------------ | ------------- |
| 2006 | Show Stopper (feat. Yung Joc)  | Jessy Terrero |
| 2006 | Ride for You                   | Marcus Raboy  |
| 2008 | Damaged                        | Syndrome      |
| 2008 | Bad Girl (feat. Missy Elliott) | Erik White    |
| 2014 | Rhythm of Love                 | Dan Fisher.   |